# Дом Приспешниковых. Редакция «Нижегородского листка»
Дом Приспешниковых. Редакция «Нижегородского листка» — памятник градостроительства и архитектуры в историческом центре Нижнего Новгорода. Построен в конце 1840-х — 1894 годах. Авторы проектов — архитекторы Л. В. Фостиков и Н. Д. Григорьев. 
Представляет собой комплекс из трёх зданий, исторически связанных друг с другом: дома Басовых 1840-х годов, флигеля Приспешниковых 1770-х годов и здания, где размещалась редакция газеты «Нижегородский листок» 1894 года постройки. Дома выстроены единой линией фасадов по улице Большой Покровской.    

## История
В конце XIX века макарьевский мещанин Фёдор Ефимович Приспешников стал одним из крупнейших домовладельцев Нижнего Новгорода. Первоначально он приобрёл каменный в девять окон по парадному фасаду дом Басовых, возведённый в конце 1840-х годов по проекту архитектора Л. В. Фостикова. В 1873—1875 годах он пристроил к нему двухэтажный кирпичный флигель, сохранив изначальное архитектурно-художественное решение второго этажа.
В 1894 году по проекту архитектора Н. Д. Григорьева единым фасадом с уже существующими зданиями был выстроен трёхэтажный угловой к Грузинской улице корпус. В ходе строительства были внесены существенные изменения в архитектурное решение здания: не было выполнено оштукатуривание и лепной декор. Открытая кирпичная кладка с упрощёнными профилями тяг, карнизов и наличников, типичных для кирпичного стиля, стали определять художественное решение уличных фасадов.           
На втором этаже этого дома с 1896 по 1904 год размещалась редакция газеты «Нижегородский листок». В 1896 году А. М. Горький, зарекомендовавший себя как профессиональный журналист в «Самарской газете», получил предложение писать для «Нижегородского листка». В течение шести лет, с 1896 по 1902 год, писатель был активным сотрудником газеты. Редактором газеты был С. И. Гриневецкий, человек прогрессивных взглядов и опытный газетчик. За годы сотрудничества А. М. Горький опубликовал в листке около 120 произведений. 
В советский период дом использовался как жилой с магазинами в первом этаже. До середины XX века в нём сохранялись коммунальные квартиры. После ремонта 1960-х годов были организованы по четыре квартиры на этаже. Утрачены два парапета с полуциркулярными арками на фасаде по улице Грузинской.                   